# Paul Staes
Paul Staes (Berchem, 3 december 1945 – Schoten, 13 november 2024) was een Belgisch politicus bij achtereenvolgend Agalev, CVP, NCD, VLD en Open Vld.

## Levensloop
Staes werkte als journalist voor Het Nieuwsblad en ageerde met de milieu-actiegroep Red de Voorkempen (met succes) tegen de aanleg van een duwvaartkanaal van de Antwerpse haven naar het Albertkanaal. Van 1984 tot 1994 was hij Europees Parlementslid voor de groene partij Agalev.
In 1994 haalde CVP-voorzitter Johan Van Hecke hem, samen met Europees secretaris Leo Cox, over als "groene verruimer" en in 1995 werd hij voor de christendemocratische partij rechtstreeks gekozen senator in de Senaat, wat hij bleef tot in 1999. Ook was hij van 1995 tot 1999 afgevaardigde naar de Parlementaire Assemblee van de Raad van Europa en de Assemblee van de West-Europese Unie. Op 9 juni 1999 werd hij benoemd tot ridder in de Leopoldsorde.
In 2002 schoof Staes samen met Van Hecke en diens Nieuwe Christen-Democraten door naar de liberale VLD.
In 2009 ontving hij, als voorzitter van de milieuraad van Schoten de erfgoedprijs van de gemeente voor zijn bijdrage aan de oprichting van het landschapsproject 'Regionaal Landschap De Voorkempen'.